# 7.5x55mm スイス弾
7.5x55mm スイス弾またはGP 11と呼ばれる実包は、機械技術者であるエドゥアルト・ルビン中佐がスイス軍向けに開発した弾薬である。また、ルドルフ・シュミットの作動設計をベースとした小銃で使用された。非公式に7.5x55mm シュミット・ルビン弾とも呼ばれる。シュミット・ルビンM1889小銃により使用されたこの弾薬は、現代でも用いられる銅による被甲を初めて7.5mm口径弾に採用している。ルビンの設計したGP90 7.5×53.5mm弾は革新的で、当時のヨーロッパでもっとも一般的な軍用小銃の口径は10mmから14mmであり、シュミット・ルビンの7.5mm弾とは対照的である。7.5x55mm スイス弾は、わずかに小型の7.5x54mm フランス弾と外形が類似している。とはいえこの2種に互換性はない。

## 派生した弾薬の歴史

### GP90およびGP90/03弾

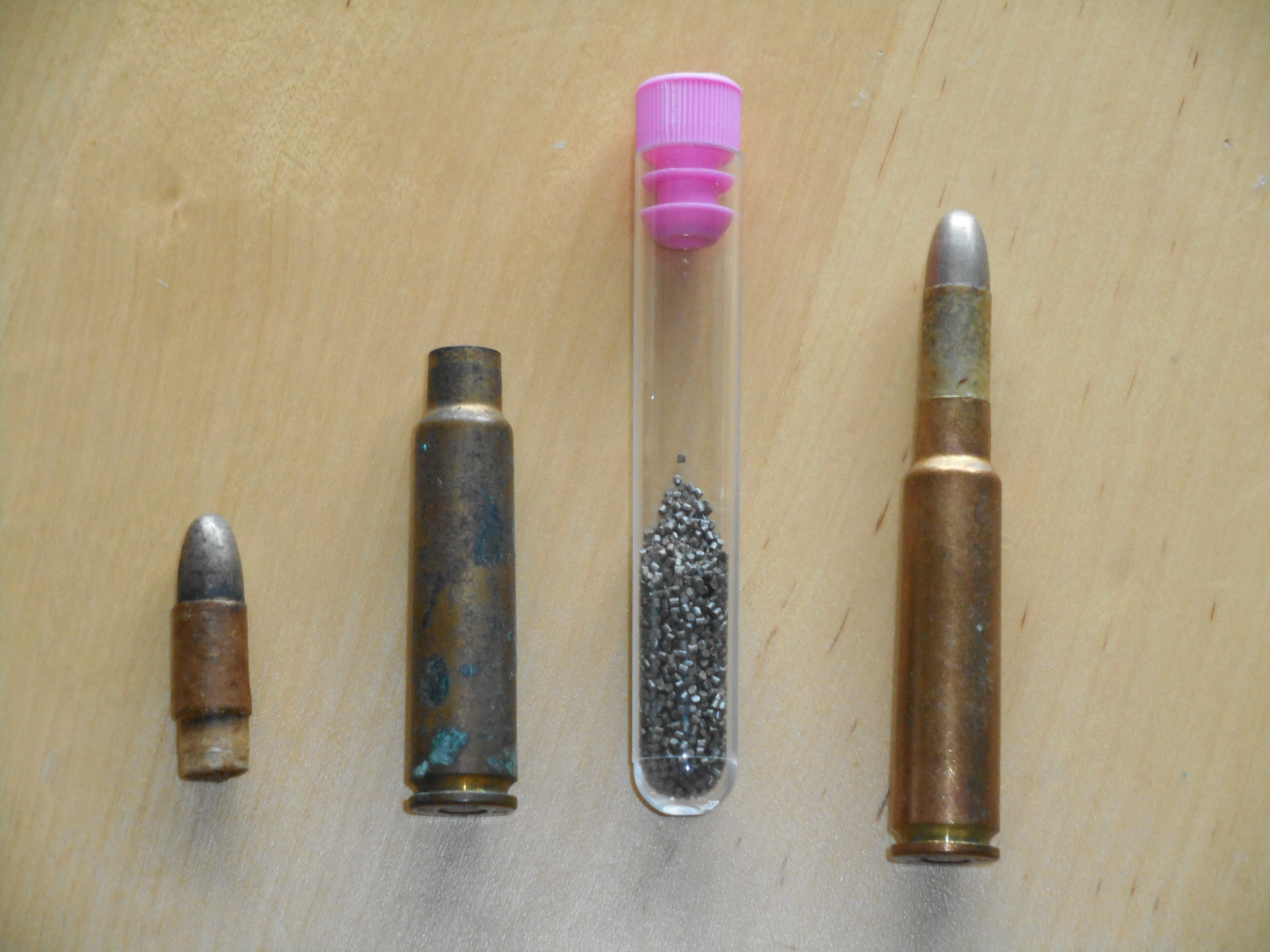
GP90/03弾

7.5mm スイス弾は1889年からスイス軍のシュミット・ルビンM1889小銃用に使われている。もともとはPC 88（powder composition-88）rauchschwacher（無煙火薬の意）を使用するもので、シングルベースの無煙火薬を管状に成形し、推進薬としての成分はニトロセルロースに依存する。別名をゲヴェーアパトローネ1890（GP90）とも呼ばれている。GP90には、紙製のパッチを巻き、鉛製で内部を中空化し、鋼製のキャップをつけ、ヒールドな（薬莢幅と弾頭前端の幅が同一）ラウンドノーズの弾丸を詰めた。紙製パッチは、弾丸の尖った端部が作られはじめる後端部分から下方に二回り巻かれている。これはマスケット用の銃弾に巻かれたコットンのパッチによく似ている。この紙製パッチをあてることで銃身内に付く鉛の汚れを減らし、弾丸にガス密封の効果を加えようとしていた。
GP90弾用の雷管はきわめて腐食しやすい事が判ったため、1903年、GP90/03弾には改善が施されている。

### モデル1889小銃用のGP90/23弾

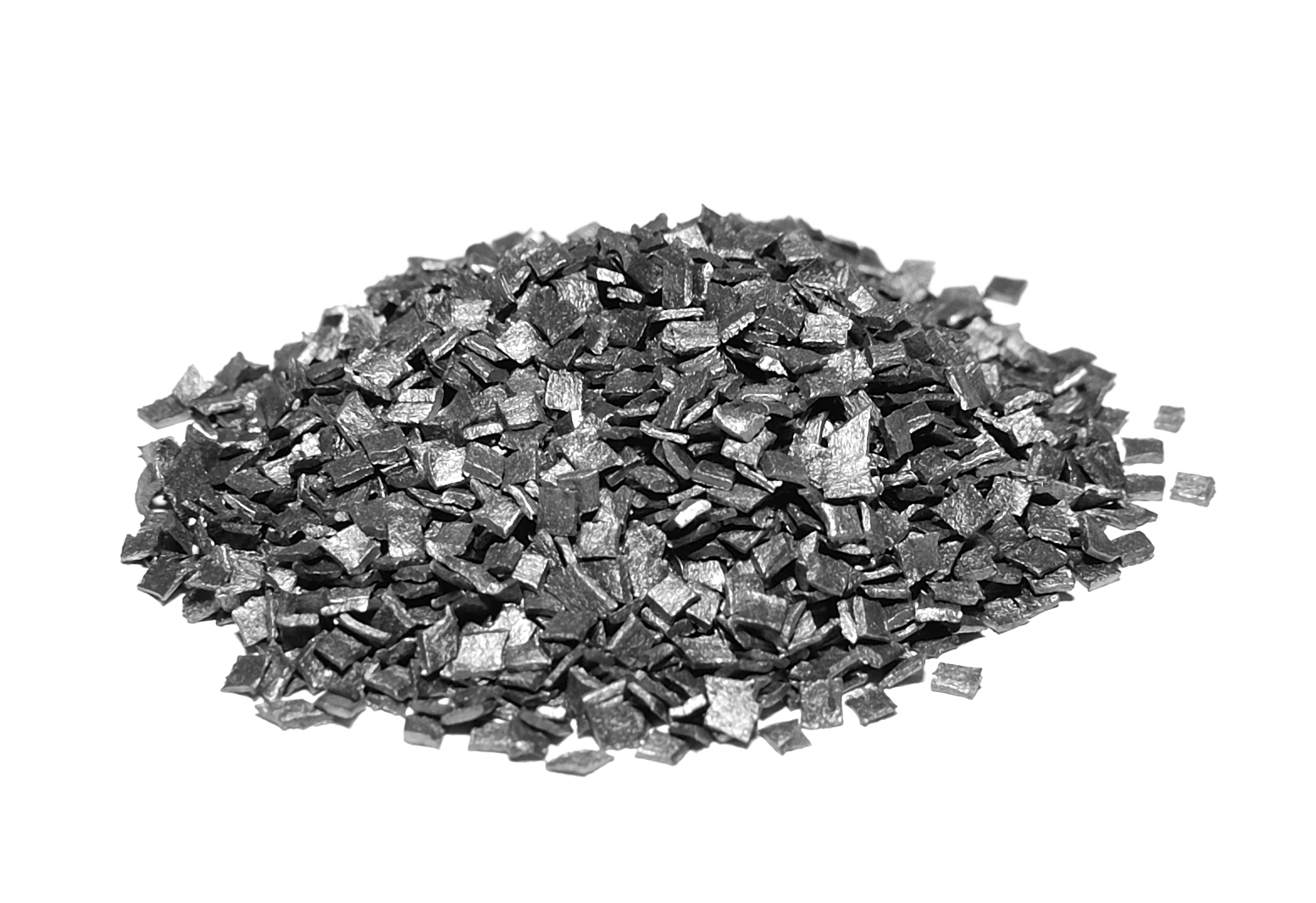
発展型であるGP 90/23弾に使用されたPC 88方形薬

スイス軍がシュミット・ルビンM1889小銃を退役させてから相当のち、GP90/03弾が1923年に改修され、GP90/23と呼ばれた。これは射撃競技用だった。GP90/23は弾丸の周りに紙製パッチを当て、完全被甲し、ヒールされておらず、ラウンドノーズな弾丸を詰めることとなった。PC 88推進薬の形状は方形に変えられた。GP90、GP90/03、またGP90/23弾には9種類の異なる派生型が使われた。

### GP 11弾

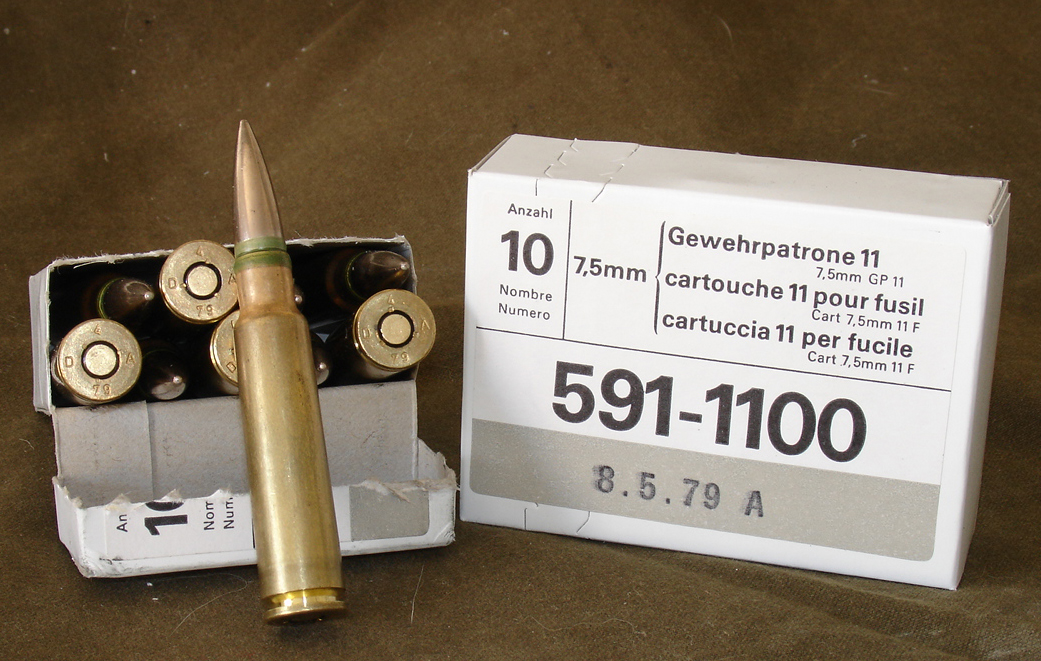
スイス陸軍の用いたGP 11の10発パック

1911年、スイスの軍用小銃における冶金学とボルト設計には充分な先進性があり、より強力な実包をモデル1911小銃やシュミット・ルビン1896/11小銃に利用できた。7.5mm スイス弾は完全に非腐食性のゲヴェーアパトローネ1911（GP 11）に改善された。GP 11弾のボルトスラストは他の20世紀初期に採用された軍用実包より比較的高い。さらに、モデル1911小銃やシュミット・ルビン1896/11小銃で使われているGP 11弾は、MG 11機関銃やK11、K31カービン、またSIG SG510バトルライフルでも同じく採用された。この弾薬は1990年代初期までスイス軍の標準的な小銃用として就役が続いた。またスイス軍の予備役や競技射撃用にも用いられ、多数が存在する。さらにスイス軍の装甲車両、Pz 87「レオパルト2」戦車やMOWAGイーグル装甲車に積むMG51機関銃用としてはなお通常に用いられる弾薬である。この用途では普通、GP 11完全被甲弾やGP 11曳光弾がベルト給弾される。
GP 11弾は推進剤としてダブルベースパウダーにニトロセルロース（綿火薬）と30%のニトログリセリンを組み合わせて使っている。完全被甲のGP 11弾は重量11.3gで、ボートテール形状（弾尾を絞り込んだ形）の尖鋭弾（先端を尖らせた形）は革新的な設計だった。GP 11弾は鉛とアンチモン製の弾芯を内蔵し、被甲は圧延鋼かtombac（黄銅）を用いている。生産年代にもよるが、圧延材には銅、真鍮、ニッケルまたは白銅を用いた。GP 11の薬莢は真鍮製（銅72%、亜鉛28%）である。1943年5月から1947年1月にかけてはスイス国内での材料不足のためにアルミニウムか鋼製薬莢を用いた。GP 11弾は良好な空力性能と弾道性を持ち、弾道係数は0.505から0.514である。（G1 BC）標準的なGP 11の銃口初速は780m/s。国際標準大気(空気密度 ρ = 1.225 kg/m3)、海面高度という条件下で射程800m(V800 ≈ マッハ 1.1)まで超音速を保持する。2007年の標準で見ても、一般的な有効射程が800mというのは普通の軍用小銃としてかなり良好である。
スイスの大気条件(高度=800m、大気圧=649mm Hg、温度t=摂氏7度)でのGP 11の最大射程は国際標準大気での653.2mに等しく(空気密度 ρ = 1.150kg/m3)、銃身を仰角37度とし、銃口初速にも拠る。
| 銃口初速 | 最大射程 |
| -------- | -------- |
| 760m/s   | 5000m    |
| 780m/s   | 5500m    |
| 810m/s   | 5800m    |

GP 11弾は第一次世界大戦の前後において、ドイツやアメリカ、イギリスのような国の軍隊に、同じような完全被甲でボートテールの尖鋭弾を開発させ、配備させるという事態を起こした。最大射程と長射程での性能を改善するため、彼らは完全被甲で底面が平たい尖鋭弾を採用している。
1911年の導入以来、GP 11弾はいくつか技術的発展を取り入れている。弾丸の薬莢ネック部分への固定は弾丸に薬莢圧入溝を加え、時間をかけて薬莢ネックに圧着することで改善されている。結果、引抜力は1911年に30kgf、1929年の改良では50kgf、1942年の改良では100kgfとなった。1942年、方形のダブルベース推進薬が管状ダブルベース推進薬に置き換えられた。さらに弾丸、雷管の密閉にも小さな発展がみられる。GP 11弾は1994年までスイス軍向けにアルトドルフやトゥーンの弾薬工場で大量生産された。最後の1994年の生産ロットはNo. 349-94である。以前、GP 11はローテンブルクやゾロトゥルンのような、他のスイスの地方自治体でも量産されていた。
GP 11は高い精度を持ち、良好に作られた軍用弾薬とみなされている。スイスの軍用実包の雷管はベルダン方式である。一度発砲されたベルダン式弾薬の薬莢は、使用済み雷管の除去が容易ではないため、再利用は現実的ではない。
通常の完全被甲したGP 11弾に加え、スイス軍向けに特別な弾丸も作られている。鋼製弾芯の徹甲弾は底部の紫色の表示で識別される。これらの弾薬は射程500mで5mm厚の鋼板を貫通する。曳光弾は内部の薬剤が800mで燃え尽き、赤い先端部で識別される。
全ての改修型を合わせると、GP 11弾では総計40種類の派生型が使用されている。

## 性能

### 派生型の概要
|                                                      | GP90                  | GP90/03               | GP90/23           | GP 11              |
| ---------------------------------------------------- | --------------------- | --------------------- | ----------------- | ------------------ |
| Cartridge                                            | 7.5x53.5mm            | 7.5x53.5mm            | 7.5x54.5mm        | 7.5x55mm           |
| Case length                                          | 2.106 in              | 2.106 in              | 2.15 in           | 2.185 in           |
| Rim diameter                                         | 0.492 in              | 0.492 in              | 0.5 in            | 0.496 in           |
| Head diameter                                        | 0.488 in              | 0.488 in              | 0.496 in          | 0.493 in           |
| Neck diameter (w/ paper patch)                       | 0.362 in (0.362 in)   | 0.362 in (0.335 in)   | 0.328 in          | 0.334 in           |
| Bullet                                               | 211 gr                | 211 gr                | 190 gr            | 174 gr             |
| Bullet diameter (w/ paper patch)                     | 0.3208 in (0.3075 in) | 0.3208 in (0.3086 in) | 0.3075 in         | 0.306 in           |
| Bullet length                                        | 1.14 in               | 1.14 in               | 1.165 in          | 1.378 in           |
| Muzzle velocity                                      | 1968 ft/s             | 1980 ft/s             | 2050 ft/s         | 2560 ft/s          |
| Powder measure                                       | 27-31 gr smokeless    | 31 gr smokeless       | 33.7 gr smokeless | 49.35 gr smokeless |
| Max. service load chamber pressure (Swiss standards) | 36,970 psi            | 36,970 psi            | 38,390 psi        | 45,500 psi         |

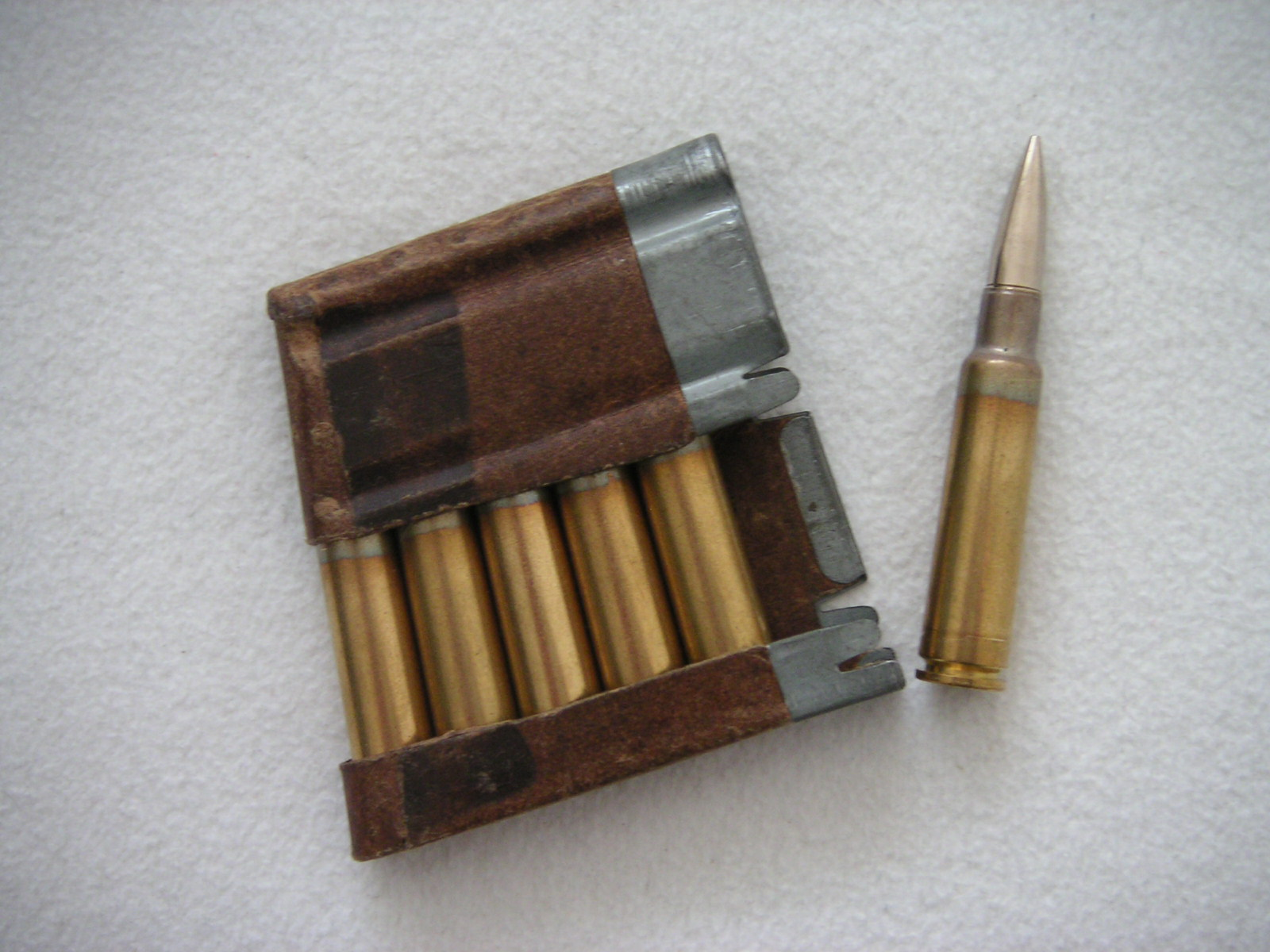
ストリッパー・クリップ付きの7.5x55mm スイス GP 11弾

GP 11弾はより大きな圧力を発生させるため、これらがシュミット・ルビンM1889小銃から撃ち出されることはない。

### 7.5×55mm スイス弾 / GP 11
7.5x55mm スイス/GP 11弾（C.I.Pでは「7.5×55スイス」としている）は薬莢の容量が水換算で4.22mlである。薬莢の外形は、極限的な状況下でもボルトアクション小銃や機関銃において、信頼のおける給弾と抽筒を行うために設計されている。

C.I.Pによる7.5x55mm スイス/GP 11の薬莢図。全ての寸度はミリメートル表記である。
アメリカではショルダー部の角度をalpha/2 ≈ 30.5度と定義している。この実包を用いる一般的な小銃のライフリングの転度は270mm、4条、Ø 山径 = 7.51mm、Ø 谷径 = 7.77mm、条幅 = 3.75mm、また雷管のタイプはベルダン式か大型小銃用である。
C.I.P.の公式によれば7.5x55mm スイス弾は最大圧力380MPa（ピエゾ圧）まで利用できる。C.I.P.の規定を導入する国家が小銃弾を消費者に販売するには、C.I.P.圧力の125%で強度試験を行い、証明しなければならない。これは2016年の時点で、7.5x55mm スイス GP 11弾をC.I.P.加入国の銃器に装填すれば475MPa（ピエゾ圧・Pe）での強度試験が済んでいることになる。
だがスイスはC.I.P.加入国ではないので、いかなるC.I.P.の規定も強度試験も承認していない。自国の軍用7.5x55mm小銃にはGP 11弾の軍用バージョンを装填し、GP 11の推進薬が発する313.717MPaの150%という条件で強度試験をしている。これは、スイス軍の強度試験では470.57MPaを達成したことを意味する。またC.I.P.の強度試験ではおそらく475MPaで試験が実行されている。スイスの7.5x55mm GP 11の強度試験は、C.I.P.加入国では了承されていない。

## 民間での使用
7.5x55mm スイスGP 11弾の12.72mmというボルト前面の直径が一般的でないため、スイス国外で猟銃や競技用の銃に装填されることは稀である。
民間市場で余剰なK31小銃を取得しやすくなったことから、今ではプリビ・パルチザン、ホーナディーを含む製造社が、7.5x55mm GP 11に似た、完全被甲のソフトチップやバリスティックチップ仕様の弾薬を作っている。また民間企業ではリロードを容易くするため、ボクサー式の大型小銃雷管を用いる類似の弾薬も生産している。

### 推進薬の再充填
名称によらず7.5x55mm スイス薬莢は、わずかに山径と溝部の直径の大きい一般的な7.62mm弾薬（.308口径）の7.62mm弾丸を使える。他のほとんどの.308口径の弾丸を使用できる事で、推進薬の手詰め（ハンドローディング）や競技弾仕様、猟銃弾仕様の推進薬の詰め替えが容易くなる。ただしスイスの競技射撃手たちはGP 11の精度証明のある、余剰に民間に出た普通のGP 11弾を使う。
推進薬をリロードできる薬莢が不足し、以前から7.5mm スイス弾はアメリカの射撃手にとって問題となっていたが、一方でリロード可能な薬莢は.284 ウィンチェスター弾の真鍮薬莢を成形しなおすことで容易に作り出せた。この薬莢のリムはわずかに小さめだが、小銃のエキストラクターが良い状態でさえあれば問題はなかった。これにより、手詰めでシュミット・ルビンM1889小銃のための安全なGP90を作り出せた。プリビ・パルチザンはリロード用に薬莢を作り、同様に充填済みの弾薬も生産している。そのため詰め替え可能な真鍮薬莢の補充を得ることはやや難しくなくなった。

## 採用した銃
- シュミット・ルビンM1889
- スイス・マンリッヒャーM1893カービン
- MG 11
- K31
- MG 51
- SIG SG510
- LUVO Arms LA-11

## 画像

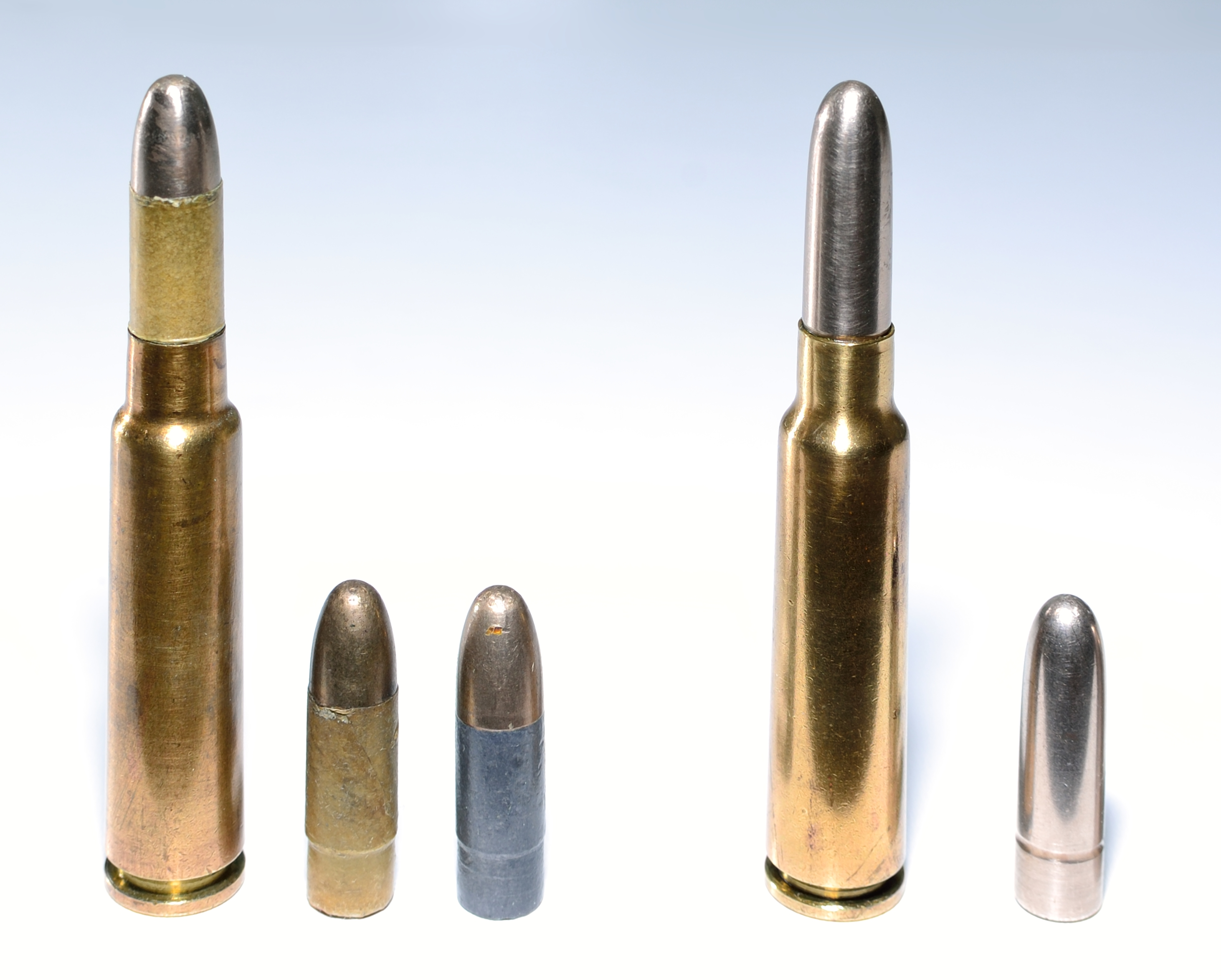
紙製パッチの巻かれたGP90(左)そしてGP90/23弾
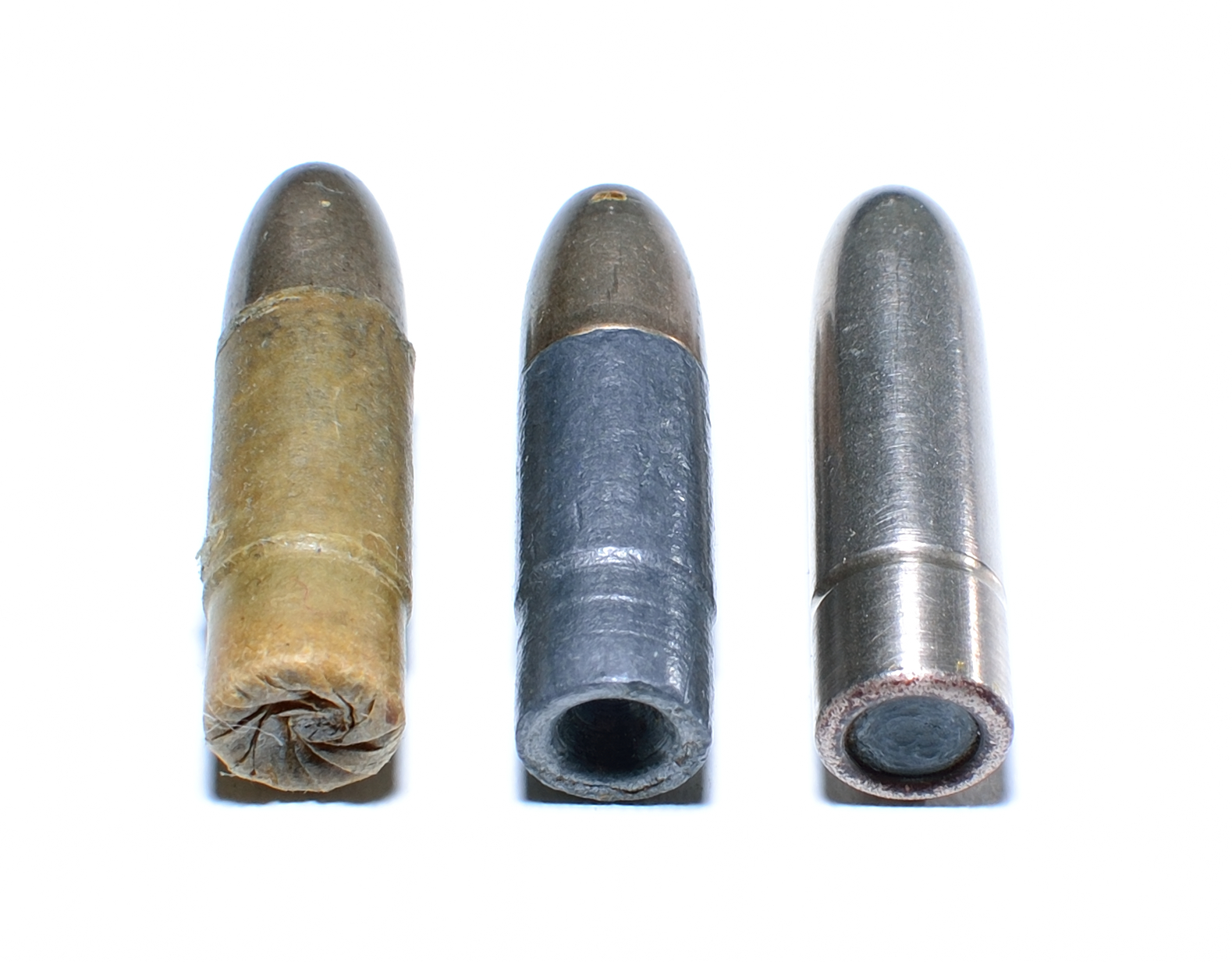
GP90およびGP90/23普通弾
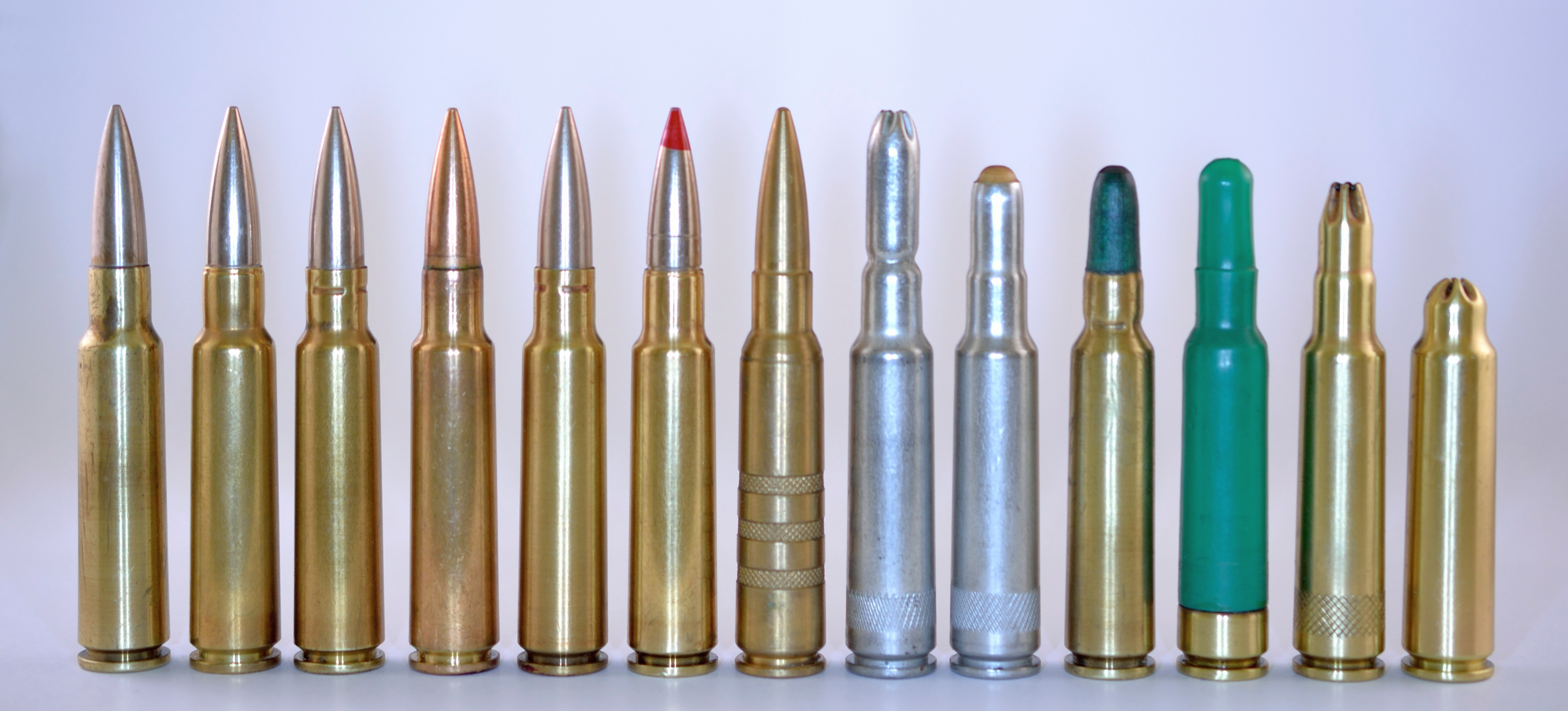
GP 11弾
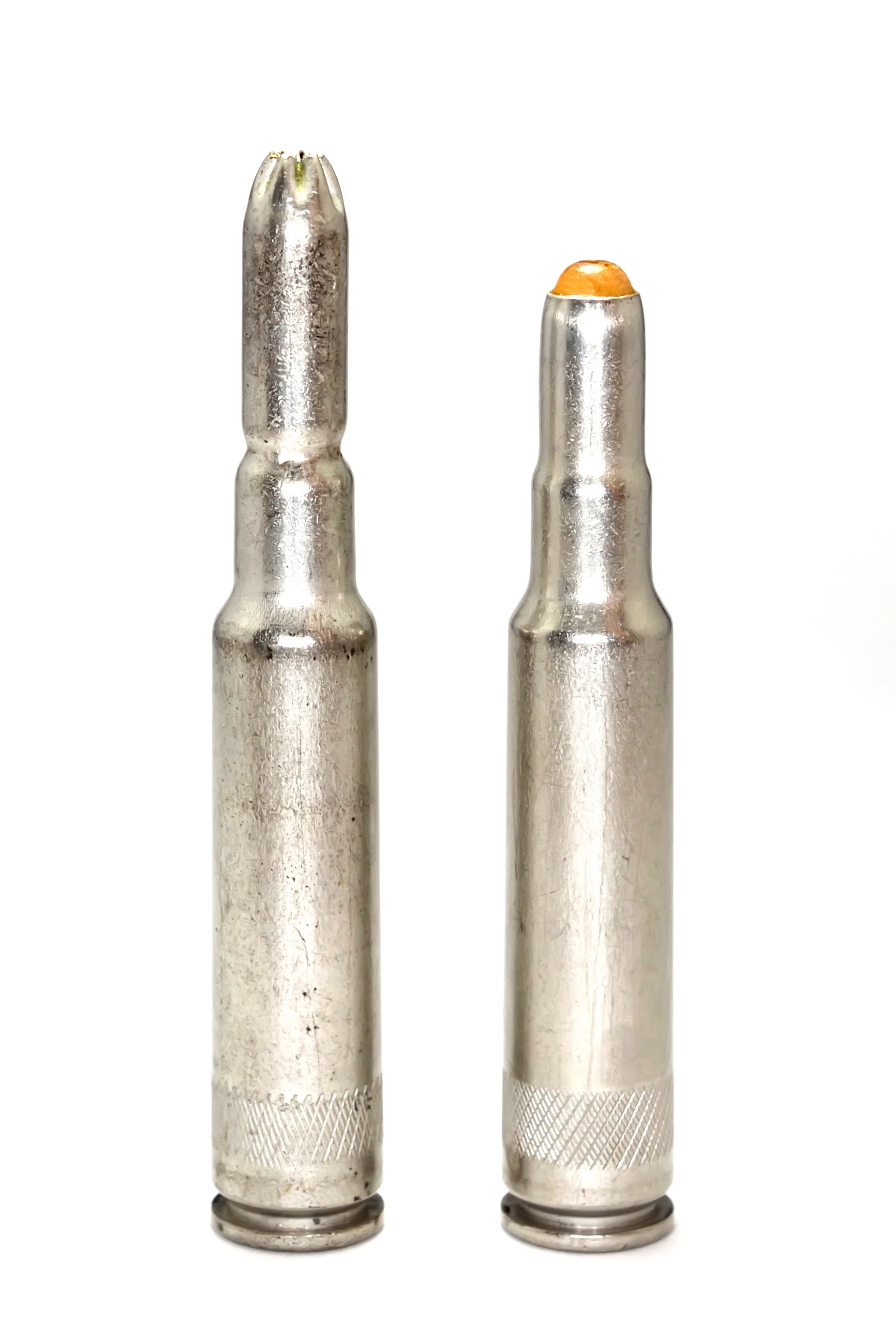
GP 11、擲弾発射用空包
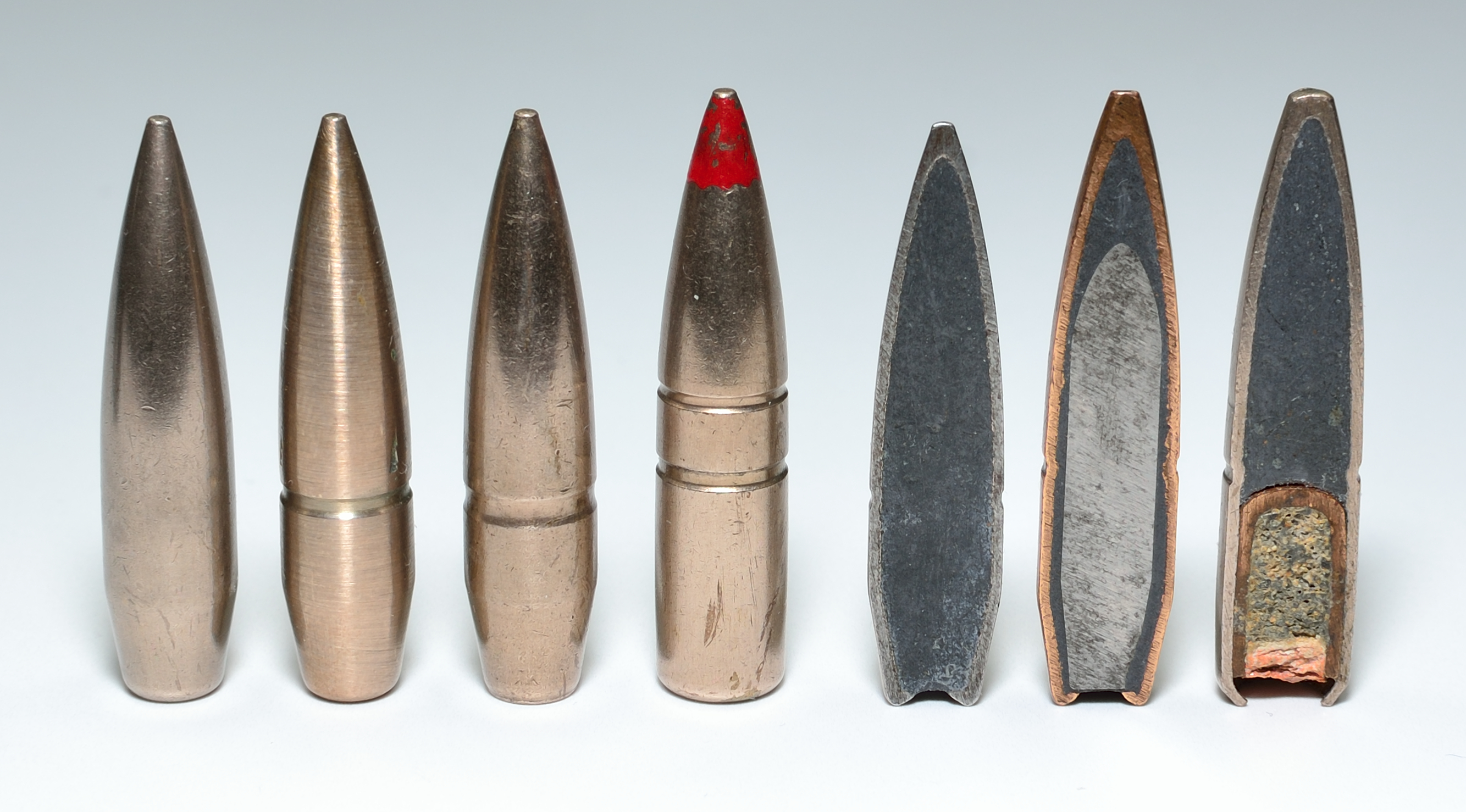
GP 11の完全被甲弾、徹甲弾、および曳光弾
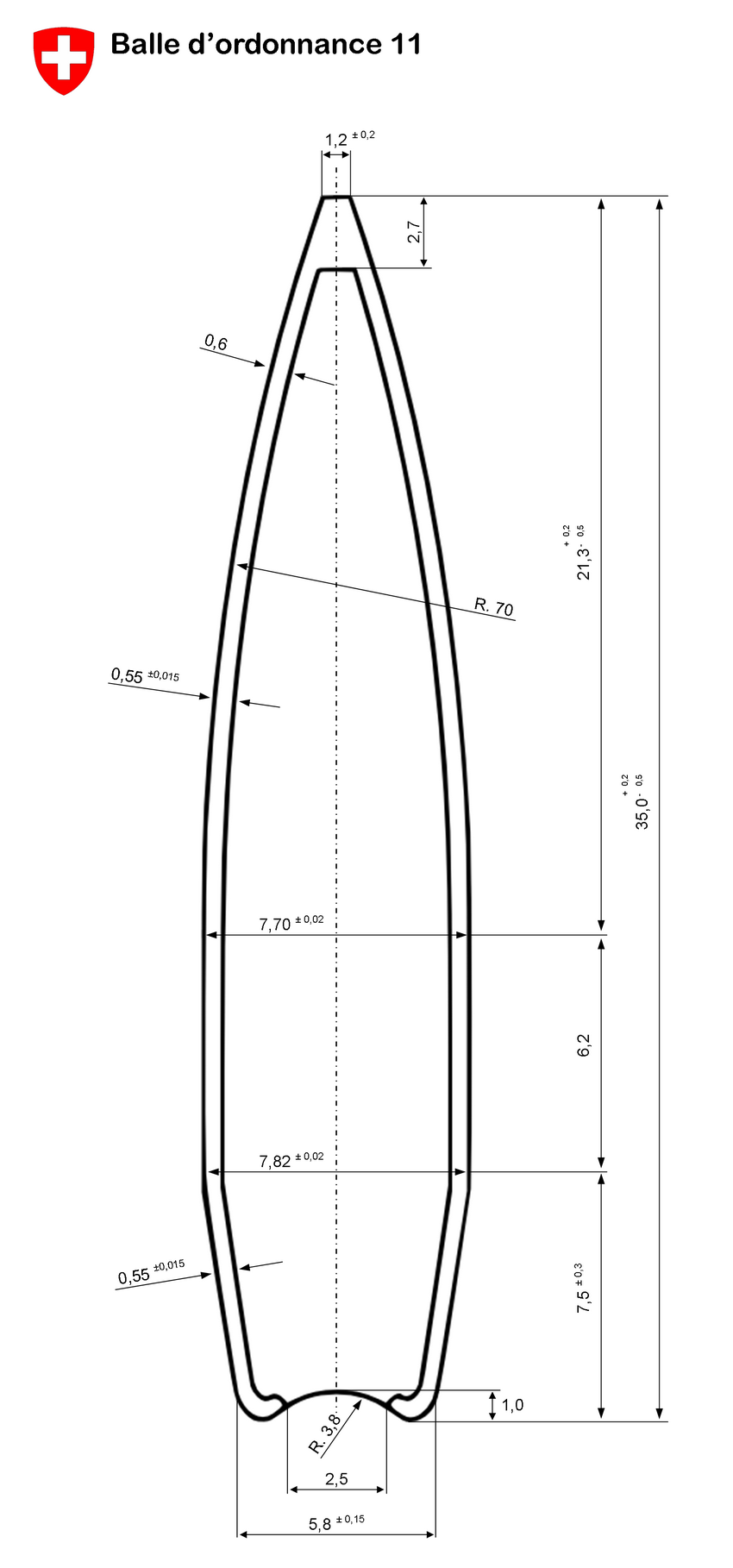
GP 11普通弾